# Cyberżołnierz
Cyberżołnierz (ang. Cyborg Soldier) – amerykańsko-kanadyjski film science fiction z 2008 roku w reżyserii Johna Steada.

## Opis fabuły
W wojskowym laboratorium ze skazanego na śmierć więźnia powstaje cyborg. Isaac (Rich Franklin) jest pozbawioną wspomnień maszyną do zabijania. Gdy ucieka swoim twórcom, rusza za nim pościg. Tymczasem policjantka Lindsey zgadza się pomóc Isaacowi poznać prawdę o jego przeszłości.

## Obsada
- Aaron Abrams jako doktor Tyler Voller
- Wendy Anderson jako Janice Fraser
- Jim Annan jako Matt Larkin
- Patrick Chilvers jako Dunn
- Brian Frank jako Taggart
- Rich Franklin jako Isaac
- Bruce Greenwood jako Simon Hart
- Kyra Harper jako Delores
- Addison Holley jako Katie
- Kevin Rushton jako Beck
- Tiffani Thiessen jako Lindsey Reardon
- Fraser Young jako Darryl

i inni